# 本町通り (松本市)

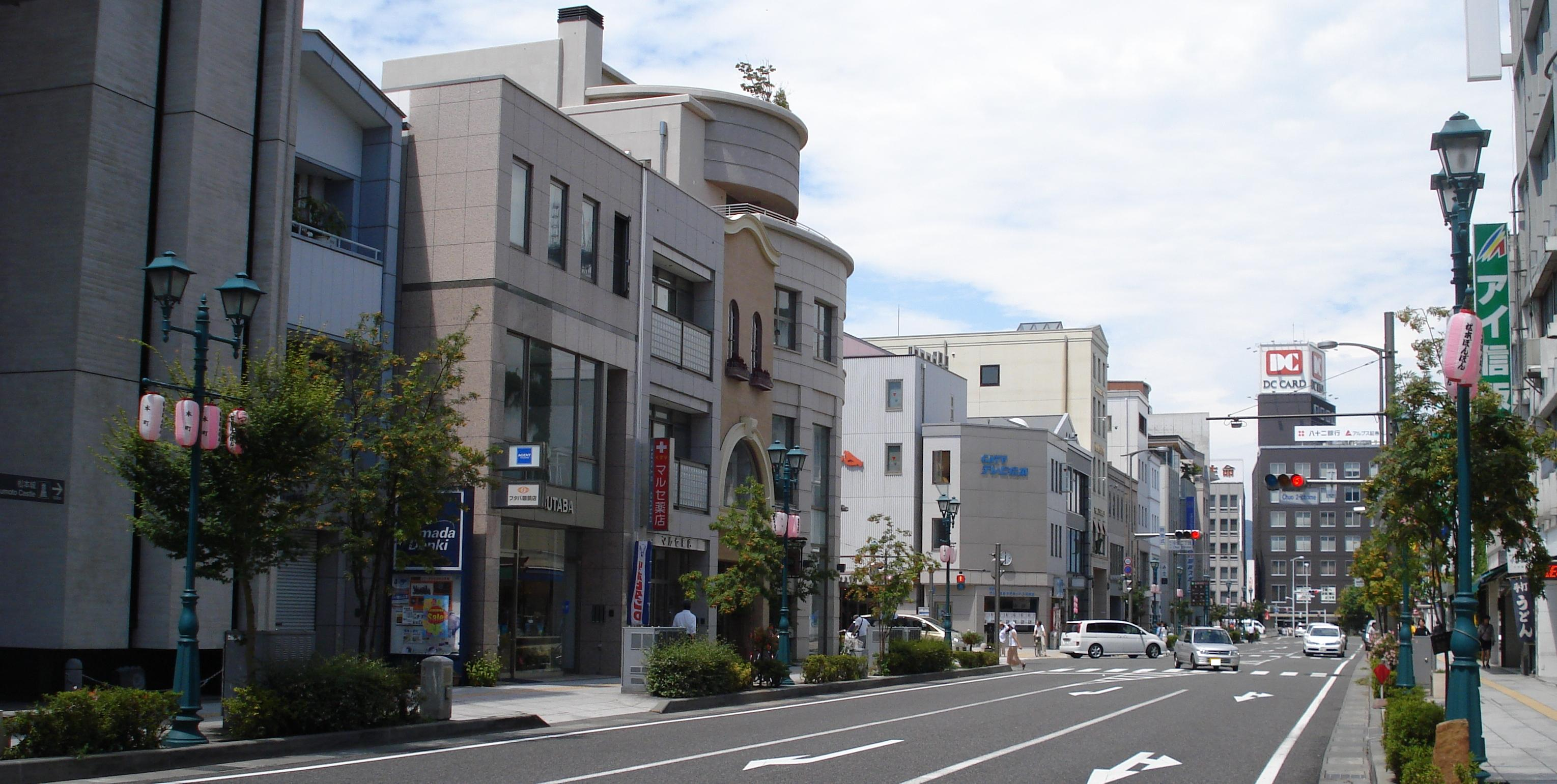
本町通り

本町通り（ほんまちどおり）は、長野県松本市中心部の通りの名称である。

## 概要

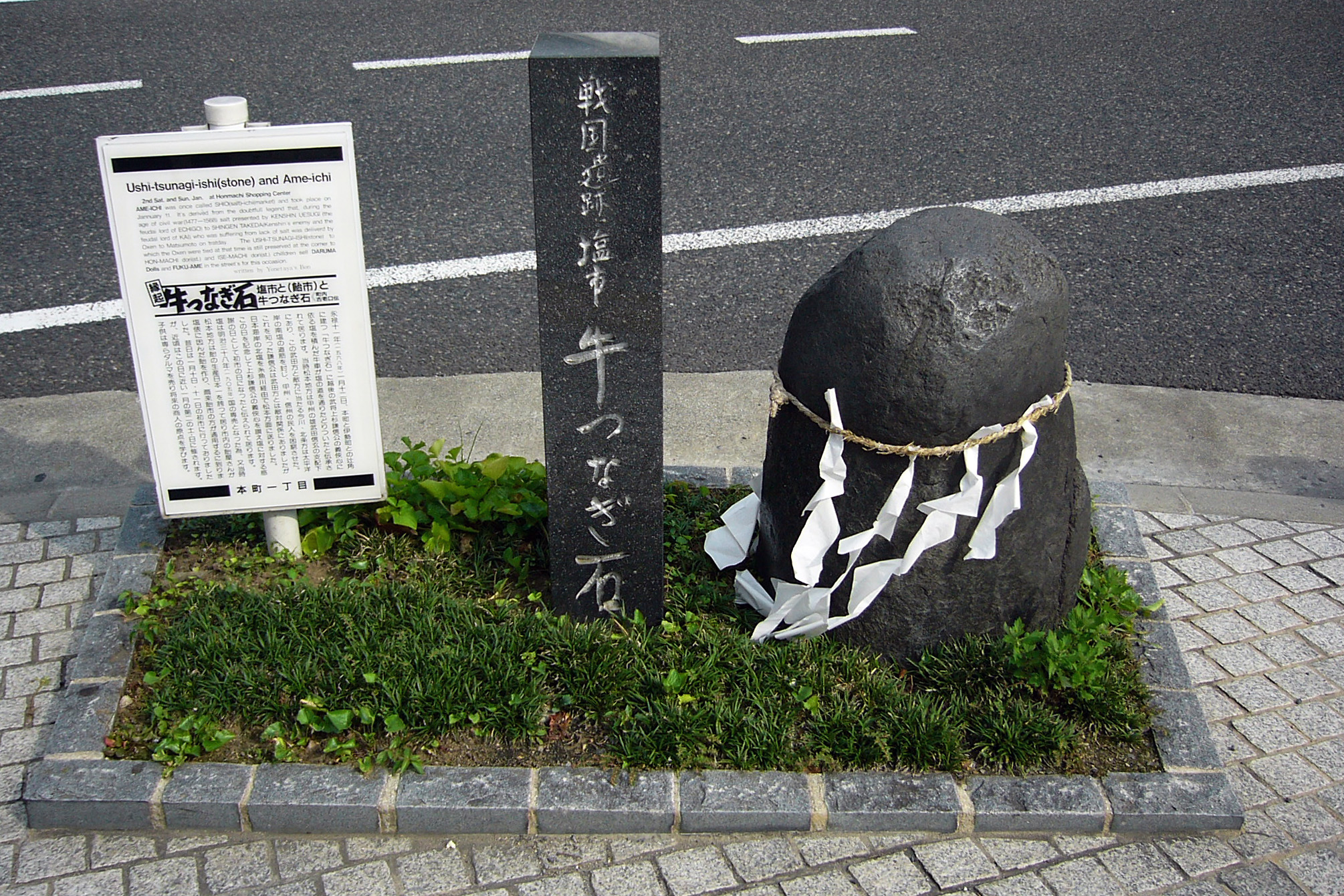
牛つなぎ石

長野県道23号松本停車場線（通称：松本駅前通り）から松本城方面に向かう大通りで、善光寺西街道の松本宿として、古くから松本の主要通りとして栄えた。周辺にはパルコなどがあり、松本市で最も賑わっている場所の一つである。

## 牛つなぎ石
上杉謙信が敵である武田信玄に塩を送った（敵に塩を送る）際に牛をつないだとされる石である。伊勢町通りと本町通りの交差する場所にある。詳しくはを参照。

## 沿道の主な施設など

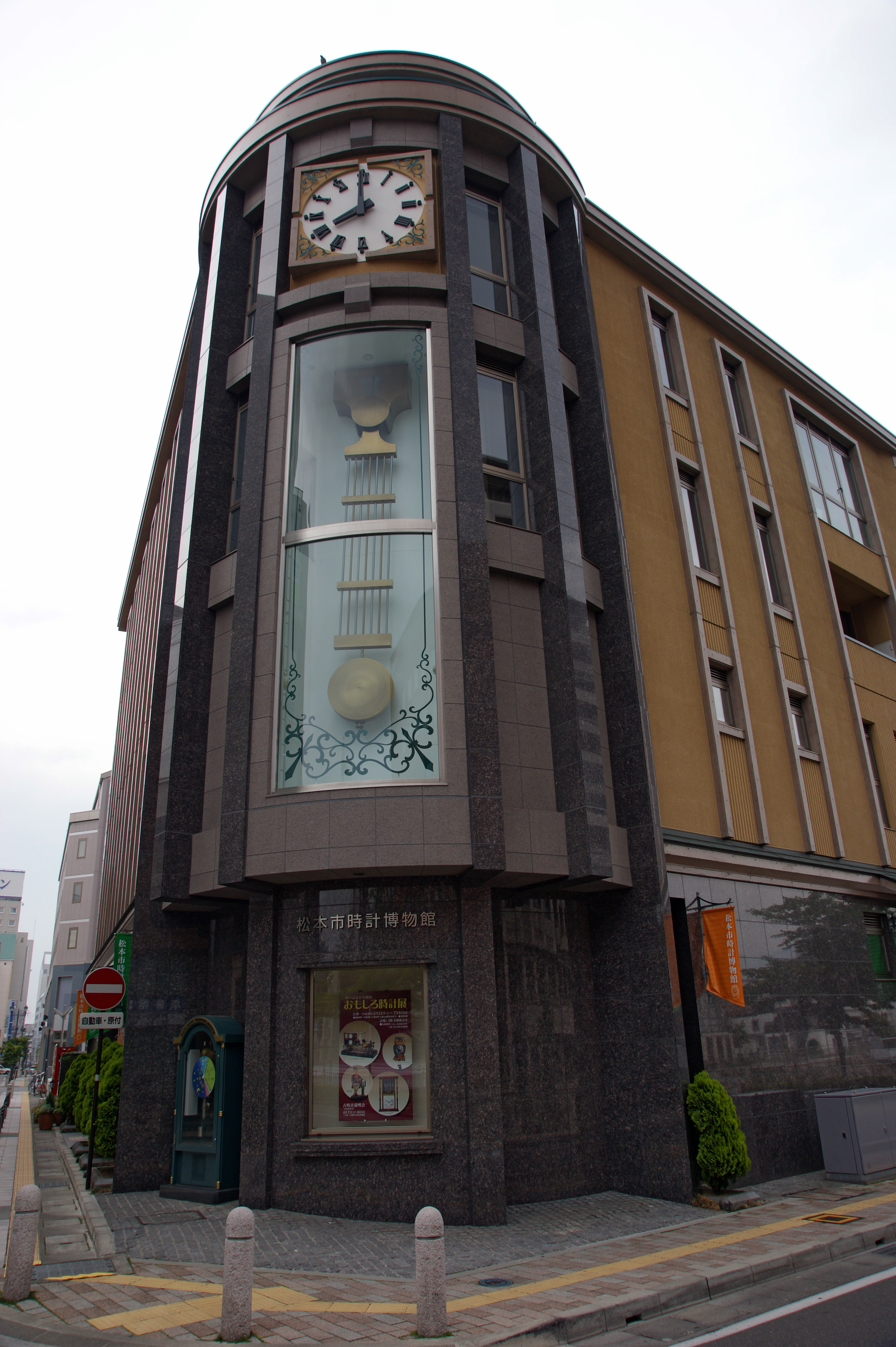
時計博物館

- 松本郵便局
- 明治安田生命保険松本支社
- 住友生命保険松本支社
- みずほ銀行松本支店
- りそな銀行松本支店
- 本町商店街

## 交差する通り
- 長野県道23号松本停車場線（通称：松本駅前通り）
- 公園通り
- 中町通り
- 縄手通り
- 伊勢町通り
- 中町通り
- 大名通り